# Pollock (Dakota Południowa)
Pollock – miasto w Stanach Zjednoczonych, w stanie Dakota Południowa, w hrabstwie Campbell.